# Cheyanne Vlismas
Cheyanne Vlismas (San Petersburgo, Florida; 25 de junio de 1995) es una artista marcial mixta estadounidense de artes marciales mixtas que compite en la categoría de peso mínimo de la Ultimate Fighting Championship.

## Primeros años
Vlismas empezó a entrenar karate a los tres años y luego se pasó al taekwondo a los diez, obteniendo posteriormente el cinturón negro en este deporte. A los quince años se introdujo en las artes marciales. A los diecisiete, la expulsaron del instituto por pelear y su familia decidió dejarla entrenar a tiempo completo. Participó en su primer combate amateur cuatro días después de cumplir los dieciocho años. Estuvo casada con el también luchador JP Buys.

## Carrera de artes marciales mixtas
En su debut en MMA, en LFA 35, se enfrentó a Karla Hernández y la derrotó por TKO en el tercer asalto, consiguiendo así su primera victoria bajo la bandera de Legacy Fighting Alliance. Vlismas se enfrentó a Helen Peralta en Invicta FC 29: Kaufman vs. Lehner, perdiendo su combate por decisión unánime. Luego, en su única salida con EFC, en EFC 74, Vlismas derrotó a la polaca Karolina Wojcik por decisión dividida. También derrotó a la canadiense Lindsey Garbatt en BTC 6 Night of Champions por decisión unánime.
En su segunda aparición con Legacy Fighting Alliance en LFA 78, Vlismas se enfrentó a Rebecca Adney y la derrotó por decisión unánime.
Vlismas fue invitada al Contender Series 30 de Dana White el 25 de agosto de 2020 y se enfrentó a Hilarie Rose. Ganó el combate por decisión unánime, consiguiendo un contrato con la UFC en el proceso.
Vlismas tenía previsto enfrentarse a Kay Hansen el 20 de marzo de 2021 en UFC on ESPN: Brunson vs. Holland. Sin embargo, Hansen se retiró debido a razones no reveladas y fue reemplazada el 12 de marzo por la recién llegada promocional Montserrat Ruiz. Perdió el combate por decisión unánime, siendo mantenida en una posición de bloqueo de cabeza durante la mayor parte del combate.
Vlismas se enfrentó a la brasileña Gloria de Paula el 31 de julio de 2021 en UFC on ESPN: Hall vs. Strickland. Ganó el combate en el primer asalto después de dar una patada en la cabeza a de Paula cuando se estaba levantando y la terminó con un golpe en el suelo. Esta pelea le valió el premio a la actuación de la noche.
Vlismas estaba programada para enfrentarse a Loma Lookboonmee el 20 de noviembre de 2021 en el UFC Fight Night 198. Sin embargo, Vlismas se retiró del combate por razones no reveladas y fue sustituida por Lupita Godinez.
Vlismas se enfrentó a Mallory Martin, en sustitución de Montserrat Ruiz, el 4 de diciembre de 2021 en UFC on ESPN 31. Vlismas ganó el combate por decisión unánime. Esta pelea le valió el premio a la Pelea de la Noche.

## Récord en artes marciales mixtas
| Resultado | Récord | Oponente        | Método             | Evento                                    | Fecha                   | Ronda | Tiempo | Localización  |
| --------- | ------ | --------------- | ------------------ | ----------------------------------------- | ----------------------- | ----- | ------ | ------------- |
| Derrota   | 7–3    | Cory McKenna    | Decisión (unánime) | UFC Fight Night: Cannonier vs. Strickland | 17 de diciembre de 2022 | 3     | 5:00   | Las Vegas     |
| Victoria  | 7–2    | Mallory Martin  | Decisión (unánime) | UFC on ESPN: Font vs. Aldo                | 4 de diciembre de 2021  | 3     | 5:00   | Las Vegas     |
| Victoria  | 6–2    | Gloria de Paula | TKO (golpes)       | UFC on ESPN: Hall vs. Strickland          | 31 de julio de 2021     | 1     | 1:00   | Las Vegas     |
| Derrota   | 5–2    | Montserrat Ruiz | Decisión (unánime) | UFC on ESPN: Brunson vs. Holland          | 20 de marzo de 2021     | 3     | 5:00   | Las Vegas     |
| Victoria  | 5–1    | Hilarie Rose    | Decisión (unánime) | Dana White's Contender Series 30          | 25 de agosto de 2020    | 3     | 5:00   | Las Vegas     |
| Victoria  | 4–1    | Rebecca Adney   | Decisión (unánime) | LFA 78                                    | 15 de noviembre de 2019 | 3     | 5:00   | Belton        |
| Victoria  | 3–1    | Lindsay Garbatt | Decisión (unánime) | BTC 6: Night of Champions                 | 1 de junio de 2019      | 3     | 5:00   | Burlington    |
| Victoria  | 2–1    | Karolina Wójcik | Decisión (split)   | EFC Worldwide 74                          | 6 de octubre de 2018    | 3     | 5:00   | Johannesburgo |
| Derrota   | 1–1    | Helen Peralta   | Decisión (unánime) | Invicta FC 29: Kaufman vs. Lehner         | 4 de mayo de 2018       | 3     | 5:00   | Kansas City   |
| Victoria  | 1–0    | Karla Hernandez | TKO (codos)        | LFA 78                                    | 9 de marzo de 2018      | 3     | 4:22   | Houston       |